# 完颜麻吉
完颜麻吉（？—1122年），金朝将领，女真族，完颜氏。蜀王完颜银术可同母弟。
麻吉十五岁，隶属于军中，参与击败高丽兵，攻克宁江州，平定系辽女真，攻克黄龙府，都是身先力战，因功升任为谋克，后领猛安。击破奚兵，攻克咸州、信州、沈州及东京诸城，都立有功劳。与稍合等人率军屯兵高州。率兵援助蒙刮勃堇，大破敌兵，又击败恩州兵五万人。招降中京山谷中辽国三千余人。大小三十余战，所至告捷。金太祖天辅六年（1122年），在高州作战，中箭矢而亡。金熙宗皇统年间，追赠银青光禄大夫，谥毅敏。其子完颜沃侧。